# Hajr al-Masil
Hajr al-Masil (arab. حير المسيل) – wieś w Syrii, w muhafazie Hama. W 2004 roku liczyła 579 mieszkańców.